# Figline Vegliaturo
Figline Vegliaturo és un municipi italià, dins de la província de Cosenza, que limita amb els municipis d'Aprigliano, Cellara, Mangone, Paterno Calabro i Piane Crati a la mateixa província.

## Evolució demogràfica
| Població censada al municipi de Figline Vegliaturo | Població censada al municipi de Figline Vegliaturo | Població censada al municipi de Figline Vegliaturo |
| -------------------------------------------------- | -------------------------------------------------- | -------------------------------------------------- |
|                                                    |                                                    |                                                    |
| Notes:                                             | Elaboració gràfica per part de la Viquipèdia       |                                                    |
|                                                    | Font: ISTAT (Institut Nacional d'Estadística)      |                                                    |